# Single-Program Multiple-Data
Single-Program Multiple-Data (SPMD) ist ein Programmiermodell  der Informatik für parallele Hardware wie Mehrprozessorsysteme. Bei SPMD-Programmen führen alle Prozessoren das gleiche Programm mit unterschiedlichen Daten aus. Die SPMD-Formulierung ist übersichtlich und hardwareunspezifisch.
Während bei sequentieller Verarbeitung Schleifen in der Größe der Datensätze Adressen erzeugen, wird bei SPMD das Programm so formuliert, dass die Daten für jedes Programm über die Programminstanz-ID adressiert werden könnten. Oft wird erst zur Laufzeit, aufgrund der vorhandenen Hardware (Cache Größe und Assoziativität, SIMD Breite, Prozessoranzahl) und Datensatzgröße, über die Details der Verarbeitung entschieden. Diese Flexibilität hat neben der einfachen Formulierung zur Verbreitung beigetragen.
Anwendungsbeispiele für physischen Shared Memory ohne "message passing" sind: "Compute Unified Device Architecture" (CUDA), "Open Computing Language" (OpenCL), "Intel SPMD Program Compiler" (ISPC), "Unified Parallel C" und Shader.